# Amazon Web Services
Amazon Web Services (AWS) is een bedrijfsonderdeel van Amazon.com dat voorziet in webdiensten en cloudcomputing.

## Geschiedenis
Het AWS-platform werd gelanceerd in juli 2002. In de beginfase bestond het platform uit slechts een paar verschillende hulpmiddelen en diensten. Eind 2003 presenteerden Chris Pinkham en Benjamin Black een visie voor Amazons retailinfrastructuur die volledig gestandaardiseerd en geautomatiseerd was, en in hoge mate afhankelijk zou zijn van webservices voor diensten zoals opslag van gegevens.
Amazon Web Services werd officieel opnieuw gelanceerd op 14 maart 2006, waarbij de drie eerste serviceaanbiedingen van Amazon: S3 cloudopslag, SQS en EC2 werden gecombineerd. Het AWS-platform bood vanaf dat moment online diensten aan voor ontwikkelaars, websites, applicaties en bedrijven.
Begin 2018 lanceerde Amazon een dienst voor schaalbaarheid op AWS. Dit is een methode voor cloudcomputing waarbij de hoeveelheid beschikbare bronnen in een serverfarm eenvoudig groter of kleiner kan worden gemaakt, naargelang de behoefte aan rekenkracht.
In 2023 leende het US$ 1,25 miljard aan Anthropic, deze lening kan worden omgezet in aandelen. Kort tijd later werd nog eens US$ 2,75 miljard geleend, ook deze lening is converteerbaar in aandelen. In november 2024 maakte Amazon bekend nogmaals US$ 4 miljard te investeren in Anthropic, een bedrijf dat generatieve AI-systemen maakt zoals Claude. Anthropic is al een klant van AWS en in ruil voor de investering zal Anthropic uitsluitend zijn modellen trainen binnen de cloud van AWS. Anthropic werkt verder samen met Annapurna Labs, de chipmaker van AWS, dat zijn Trainium-chips voor het trainen van AI-modellen verder wil ontwikkelen.
In 2024 gaf Amazon US$ 78 miljard uit aan investeringen. Het grootste deel van dit geld werd gebruikt om de capaciteit bij AWS te vergroten. Een niet gekwantificeerd, maar kleiner, deel werd gebruikt voor investeringen die de rest van het bedrijf ondersteunen. In december 2024 werd project Rainier aangekondigd, een cluster van faciliteiten uitgerust met Trainium 2 chips, die concurreren met de grafische processoren van Nvidia. In plaats van een locatie, beslaat het cluster meerdere AWS-datacenters in het land. Project Rainier maakt deel uit van een bredere investering van US$ 100 miljard van AWS in AI-infrastructuur in 2025.

## Diensten en locaties
In 2019 had AWS operatiecentra in 22 regio's. Enkele grote klanten van AWS zijn NASA, Netflix en het merendeel van Duitse beursgenoteerde bedrijven.
Vanaf 2020 levert AWS ruim 175 producten en diensten, waaronder computatie (rekenkracht), opslag, netwerken, databases, analyse, applicatiediensten, software-implementatie, beheer- en programmeertools.

### Resultaten
Hieronder de resultaten van AWS, de bron zijn de jaarverslagen van Amazon.com. Het is een snelgroeiend bedrijfsonderdeel met hoge winstmarges. In 2024 had AWS een omzetaandeel van 16%, maar het aandeel in het totale bedrijfsresultaat van Amazon was bijna 60%.
| Jaar | Omzet           | Bedrijfs- resultaat |
| Jaar | (× US$ miljard) | (× US$ miljard)     |
| ---- | --------------- | ------------------- |
| 2013 | 3,1             | 0,2                 |
| 2014 | 4,6             | 0,7                 |
| 2015 | 7,9             | 1,9                 |
| 2016 | 12,2            | 3,1                 |
| 2017 | 17,5            | 4,3                 |
| 2018 | 25,7            | 7,3                 |
| 2019 | 35,0            | 9,2                 |
| 2020 | 45,4            | 13,5                |
| 2021 | 62,2            | 18,5                |
| 2022 | 80,1            | 22,8                |
| 2023 | 90,8            | 24,6                |
| 2024 | 107,6           | 39,8                |